# Khenāvīn
Khenāvīn (persiska: Khanāvīn, خناوین) är en ort i Iran.   Den ligger i provinsen Västazarbaijan, i den nordvästra delen av landet, 700 km väster om huvudstaden Teheran. Khenāvīn ligger 2 590 meter över havet och antalet invånare är 424.
Terrängen runt Khenāvīn är kuperad. Runt Khenāvīn är det ganska tätbefolkat, med 83 invånare per kvadratkilometer. Närmaste större samhälle är Karīkān, 12,2 km sydväst om Khenāvīn. Trakten runt Khenāvīn består i huvudsak av gräsmarker.